# Repêchage d'entrée dans la LNH 1994
1993 1995
Le repêchage d'entrée dans la Ligue nationale de hockey 1994 est le dernier repêchage de la LNH qui fut suivi d'un autre repêchage supplémentaire.
Cet autre repêchage eut lieu afin de permettre aux franchises de la LNH de choisir des jeunes joueurs de hockey qui ne pouvaient pas participer au repêchage classique.

## Sélections par tour[1],[2],[3]
Les sigles suivants seront utilisés dans les tableaux pour parler des ligues mineures:
- OHL : Ligue de hockey de l'Ontario.
- LHJMQ : Ligue de hockey junior majeur du Québec.
- NCAA : National Collegiate Athletic Association
- WHL : Ligue de hockey de l'ouest
- Extraliga : Championnat de République tchèque de hockey sur glace
- SM-liiga : Championnat de Finlande de hockey sur glace
- Elitserien : Championnat de Suède de hockey sur glace
- Superliga : Championnat de Russie de hockey sur glace
- DEL : Deutsche Eishockey-Liga, championnat d'Allemagne de hockey sur glace

### 1ertour
| Rang | Joueur              | Nationalité        | Équipe LNH             | Repêché de                           |
| ---- | ------------------- | ------------------ | ---------------------- | ------------------------------------ |
| 1    | Ed Jovanovski       | Canada             | Panthers de la Floride | Spitfires de Windsor (OHL)           |
| 2    | Oleg Tverdovski     | Russie             | Mighty Ducks d'Anaheim | Krylia Sovetov (Superliga)           |
| 3    | Radek Bonk          | République tchèque | Sénateurs d'Ottawa     | Thunder de Las Vegas (LIH)           |
| 4    | Jason Bonsignore    | Canada             | Oilers d'Edmonton      | Otters d'Érié (OHL)                  |
| 5    | Jeff O'Neill        | Canada             | Whalers de Hartford    | Storm de Guelph (OHL)                |
| 6    | Ryan Smyth          | Canada             | Oilers d'Edmonton      | Warriors de Moose Jaw (WHL)          |
| 7    | Jamie Storr         | Canada             | Kings de Los Angeles   | Attack d'Owen Sound (OHL)            |
| 8    | Jason Wiemer        | Canada             | Lightning de Tampa Bay | Winter Hawks de Portland (WHL)       |
| 9    | Brett Lindros       | Canada             | Islanders de New York  | Frontenacs de Kingston (OHL)         |
| 10   | Nolan Baumgartner   | Canada             | Capitals de Washington | Blazers de Kamloops (WHL)            |
| 11   | Jeff Friesen        | Canada             | Sharks de San José     | Pats de Regina (WHL)                 |
| 12   | Wade Belak          | Canada             | Nordiques de Québec    | Blades de Saskatoon (WHL)            |
| 13   | Mattias Öhlund      | Suède              | Canucks de Vancouver   | Pitea (Elitserien)                   |
| 14   | Ethan Moreau        | Canada             | Blackhawks de Chicago  | Otters d'Érié (OHL)                  |
| 15   | Aleksandr Kharlamov | Russie             | Capitals de Washington | HK CSKA Moscou (Superliga)           |
| 16   | Éric Fichaud        | Canada             | Maple Leafs de Toronto | Saguenéens de Chicoutimi (LHJMQ)     |
| 17   | Wayne Primeau       | Canada             | Sabres de Buffalo      | Attack d'Owen Sound (OHL)            |
| 18   | Brad Brown          | Canada             | Canadiens de Montréal  | Centennials de North Bay (OHL)       |
| 19   | Chris Dingman       | Canada             | Flames de Calgary      | Brandon Wheat Kings (WHL)            |
| 20   | Jason Botterill     | États-Unis         | Stars de Dallas        | Wolverines du Michigan (NCAA)        |
| 21   | Ievgueni Riabchikov | Russie             | Bruins de Boston       | Molot Prikamie Perm (Superliga)      |
| 22   | Jeff Kealty         | États-Unis         | Nordiques de Québec    | Catholic Memorial H.S. (Mass.)       |
| 23   | Ian Goloubovski     | Russie             | Red Wings de Détroit   | HK Dinamo Moscou (Superliga)         |
| 24   | Chris Wells         | Canada             | Penguins de Pittsburgh | Thunderbirds de Seattle (WHL)        |
| 25   | Vadim Charifianov   | Russie             | Devils du New Jersey   | Salavat Ioulaïev Oufa (Superliga)    |
| 26   | Dan Cloutier        | Canada             | Rangers de New York    | Greyhounds de Sault Ste. Marie (OHL) |

### 2etour
| Rang | Joueur             | Nationalité        | Équipe LNH             | Repêché de                          |
| ---- | ------------------ | ------------------ | ---------------------- | ----------------------------------- |
| 27   | Rhett Warrener     | Canada             | Panthers de la Floride | Blades de Saskatoon (WHL)           |
| 28   | Johan Davidsson    | Suède              | Mighty Ducks d'Anaheim | HV71 Jonkoping (Elitserien)         |
| 29   | Stanislav Neckar   | République tchèque | Sénateurs d'Ottawa     | Ceske Budejovice HC (Extraliga)     |
| 30   | Deron Quint        | États-Unis         | Jets de Winnipeg       | Thunderbirds de Seattle (WHL)       |
| 31   | Jason Podollan     | Canada             | Panthers de la Floride | Chiefs de Spokane (WHL)             |
| 32   | Mike Watt          | Canada             | Oilers d'Edmonton      | Cullitons de Stratford (MOJHL)      |
| 33   | Matt Johnson       | Canada             | Kings de Los Angeles   | Petes de Peterborough (OHL)         |
| 34   | Colin Cloutier     | Canada             | Lightning de Tampa Bay | Wheat Kings de Brandon (WHL)        |
| 35   | Josef Marha        | République tchèque | Nordiques de Québec    | Dukla Jihlava (Extraliga)           |
| 36   | Ryan Johnson       | Canada             | Panthers de la Floride | Flyers de Thunder Bay (USHL)        |
| 37   | Angel Nikolov      | République tchèque | Sharks de San José     | HC Chemopetrol Litvínov (Extraliga) |
| 38   | Jason Holland      | Canada             | Islanders de New York  | Blazers de Kamloops (WHL)           |
| 39   | Robb Gordon        | Canada             | Canucks de Vancouver   | Paper Kings de Powell River (BCJHL) |
| 40   | Jean-Yves Leroux   | Canada             | Blackhawks de Chicago  | Harfangs de Beauport (LHJMQ)        |
| 41   | Scott Cherrey      | Canada             | Capitals de Washington | Centennials de North Bay (OHL)      |
| 42   | Dave Scatchard     | Canada             | Canucks de Vancouver   | Winter Hawks de Portland (WHL)      |
| 43   | Curtis Brown       | Canada             | Sabres de Buffalo      | Warriors de Moose Jaw (WHL)         |
| 44   | José Théodore      | Canada             | Canadiens de Montréal  | Lynx de Saint-Jean (LHJMQ)          |
| 45   | Dmitri Riabykine   | Russie             | Flames de Calgary      | HK Dinamo Moscou (Superliga)        |
| 46   | Lee Jinman         | Canada             | Stars de Dallas        | Centennials de North Bay (OHL)      |
| 47   | Daniel Goneau      | Canada             | Bruins de Boston       | Titan de Laval (LHJMQ)              |
| 48   | Sean Haggerty      | États-Unis         | Maple Leafs de Toronto | Red Wings Junior de Détroit (OHL)   |
| 49   | Mathieu Dandenault | Canada             | Red Wings de Détroit   | Faucons de Sherbrooke (LHJMQ)       |
| 50   | Richard Park       | Corée du Sud       | Penguins de Pittsburgh | Bulls de Belleville (OHL)           |
| 51   | Patrik Eliáš       | République tchèque | Devils du New Jersey   | HC Kladno (Extraliga)               |
| 52   | Rudolf Vercik      | Slovaquie          | Rangers de New York    | Slovan Bratislava (Slovakia)        |

### 3etour
| Rang | Joueur               | Nationalité | Équipe LNH             | Repêché de                          |
| ---- | -------------------- | ----------- | ---------------------- | ----------------------------------- |
| 53   | Corey Neilson        | Canada      | Oilers d'Edmonton      | Centennials de North Bay (OHL)      |
| 54   | Chris Murray         | Canada      | Canadiens de Montréal  | Blazers de Kamloops (WHL)           |
| 55   | Vadim Iepantchintsev | Russie      | Lightning de Tampa Bay | HC Spartak Moscou (Superliga)       |
| 56   | Dorian Anneck        | Canada      | Jets de Winnipeg       | Cougars de Victoria (WHL)           |
| 57   | Sven Butenschön      | Canada      | Penguins de Pittsburgh | Wheat Kings de Brandon (WHL)        |
| 58   | Tavis Hansen         | Canada      | Jets de Winnipeg       | Rockes de Tacoma (WHL)              |
| 59   | Vitali Iatchmeniov   | Russie      | Kings de Los Angeles   | Centennials de North Bay (OHL)      |
| 60   | Brad Symes           | Canada      | Oilers d'Edmonton      | Winter Hawks de Portland (WHL)      |
| 61   | Sébastien Béty       | Canada      | Nordiques de Québec    | Voltigeurs de Drummondville (LHJMQ) |
| 62   | Artiom Anissimov     | Russie      | Flyers de Philadelphie | Itill Kazan (Superliga)             |
| 63   | Jason Strudwick      | Canada      | Islanders de New York  | Blazers de Kamloops (WHL)           |
| 64   | Fredrik Modin        | Suède       | Maple Leafs de Toronto | IF Sundsvall Hockey (Elitserien)    |
| 65   | Chad Allan           | Canada      | Canucks de Vancouver   | Blades de Saskatoon (WHL)           |
| 66   | Alekseï Iegorov      | Russie      | Sharks de San José     | SKA Saint-Pétersbourg (Superliga)   |
| 67   | Craig Reichert       | Canada      | Mighty Ducks d'Anaheim | Rebels de Red Deer (WHL)            |
| 68   | Stéphane Roy         | Canada      | Blues de Saint-Louis   | Foreurs de Val-d'Or (LHJMQ)         |
| 69   | Rumun Ndur           | Nigeria     | Sabres de Buffalo      | Storm de Guelph (OHL)               |
| 70   | Marko Kiprusoff      | Finlande    | Canadiens de Montréal  | TPS Turku (SM-liiga)                |
| 71   | Sheldon Souray       | Canada      | Devils du New Jersey   | Americans de Tri-City (WHL)         |
| 72   | Chris Drury          | États-Unis  | Nordiques de Québec    | Fairfield Prep. (Conn.)             |
| 73   | Greg Crozier         | Canada      | Penguins de Pittsburgh | Académie Lawrence (Mass.)           |
| 74   | Martin Bélanger      | Canada      | Canadiens de Montréal  | Bisons de Granby (LHJMQ)            |
| 75   | Sean Gillam          | Canada      | Red Wings de Détroit   | Chiefs de Spokane (WHL)             |
| 76   | Alekseï Krivtchenkov | Russie      | Penguins de Pittsburgh | CSKA Moscou (Superliga)             |
| 77   | Chris Clark          | États-Unis  | Flames de Calgary      | Olympics de Springfield (NEJHL)     |
| 78   | Adam Smith           | Canada      | Rangers de New York    | Rockets de Tacoma (WHL)             |

### 4etour
| Rang | Joueur               | Nationalité        | Équipe LNH             | Repêché de                           |
| ---- | -------------------- | ------------------ | ---------------------- | ------------------------------------ |
| 79   | Adam Copeland        | Canada             | Oilers d'Edmonton      | Cougars de Burlington (OPJHL)        |
| 80   | Byron Briske         | Canada             | Mighty Ducks d'Anaheim | Rebels de Red Deer (WHL)             |
| 81   | Bryan Masotta        | États-Unis         | Sénateurs d'Ottawa     | Académie Hotchkiss (Conn.)           |
| 82   | Steve Cheredaryk     | Canada             | Jets de Winnipeg       | Tigers de Medicine Hat (WHL)         |
| 83   | Hnat Domenichelli    | Canada             | Whalers de Hartford    | Blazers de Kamloops (WHL)            |
| 84   | David Nemirovsky     | Canada             | Panthers de la Floride | 67 d'Ottawa (OHL)                    |
| 85   | Steve McLaren        | Canada             | Blackhawks de Chicago  | Centennials de North Bay (OHL)       |
| 86   | Dmitri Klevakin      | Russie             | Lightning de Tampa Bay | HC Spartak Moscou (Superliga)        |
| 87   | Milan Hejduk         | République tchèque | Nordiques de Québec    | Pardubice HC (Extraliga)             |
| 88   | Adam Magarrell       | Canada             | Flyers de Philadelphie | Wheat Kings de Brandon (WHL)         |
| 89   | Vaclav Varada        | République tchèque | Sharks de San José     | Vitkovice HC (Extraliga)             |
| 90   | Brad Lukowich        | Canada             | Islanders de New York  | Blazers de Kamloops (WHL)            |
| 91   | Ryan Duthie          | Canada             | Flames de Calgary      | Chiefs de Spokane (WHL)              |
| 92   | Mike Dubinsky        | Canada             | Canucks de Vancouver   | Wheat Kings de Brandon (WHL)         |
| 93   | Matthew Herr         | États-Unis         | Capitals de Washington | Académie Hotchkiss (Conn.)           |
| 94   | Tyler Harlton        | Canada             | Blues de Saint-Louis   | Vernon (BCJHL)                       |
| 95   | Jussi Tarvainen      | Finlande           | Oilers d'Edmonton      | KalPa Kuopio (SM-liiga)              |
| 96   | Arto Kuki            | Finlande           | Canadiens de Montréal  | Kiekko-Espoo (SM-liiga)              |
| 97   | Johan Finnström      | Suède              | Flames de Calgary      | Rogle Angelholm (Elitserien)         |
| 98   | Jamie Wright         | Canada             | Stars de Dallas        | Storm de Guelph (OHL)                |
| 99   | Eric Nickulas        | États-Unis         | Bruins de Boston       | Académie Cushing (Mass.)             |
| 100  | Aleksandr Koroboline | Russie             | Rangers de New York    | Metchel Tcheliabinsk (Vyschaïa Liga) |
| 101  | Sébastien Vallée     | Canada             | Flyers de Philadelphie | Tigres de Victoriaville (LHJMQ)      |
| 102  | Tom O'Connor         | États-Unis         | Penguins de Pittsburgh | Olympics de Springfield (EJHL)       |
| 103  | Zdenek Skorepa       | République tchèque | Devils du New Jersey   | HC Chemopetrol Litvínov (Extraliga)  |
| 104  | Sylvain Blouin       | Canada             | Rangers de New York    | Titan de Laval (LHJMQ)               |

### 5etour
| Rang | Joueur             | Nationalité        | Équipe LNH             | Repêché de                        |
| ---- | ------------------ | ------------------ | ---------------------- | --------------------------------- |
| 105  | David Geris        | Canada             | Panthers de la Floride | Spitfires de Windsor (OHL)        |
| 106  | Pavel Trnka        | République tchèque | Mighty Ducks d'Anaheim | Plzen HC (Extraliga)              |
| 107  | Nils Ekman         | Suède              | Flames de Calgary      | Hammarby IK (Elitserien)          |
| 108  | Craig Mills        | Canada             | Jets de Winnipeg       | Bulls de Belleville (OHL)         |
| 109  | Ryan Risidore      | Canada             | Whalers de Hartford    | Storm de Guelph (OHL)             |
| 110  | Jon Gaskins        | États-Unis         | Oilers d'Edmonton      | Fighting Saints de Dubuque (USHL) |
| 111  | Chris Schmidt      | Canada             | Kings de Los Angeles   | Thunderbirds de Seattle (LHOu)    |
| 112  | Mark McArthur      | Canada             | Islanders de New York  | Storm de Guelph (OHL)             |
| 113  | Tony Tuzzolino     | États-Unis         | Nordiques de Québec    | Wolverines du Michigan (NCAA)     |
| 114  | Frédéric Deschênes | Canada             | Red Wings de Détroit   | Bisons de Granby (LHJMQ)          |
| 115  | Brian Swanson      | États-Unis         | Sharks de San José     | Lancers d'Omaha (USHL)            |
| 116  | Albert O'Connell   | États-Unis         | Islanders de New York  | St. Sebastian's HS (Mass.)        |
| 117  | Yanick Dubé        | Canada             | Canucks de Vancouver   | Titan de Laval (LHJMQ)            |
| 118  | Marc Dupuis        | Canada             | Blackhawks de Chicago  | Bulls de Belleville (OHL)         |
| 119  | Yanick Jean        | Canada             | Capitals de Washington | Saguenéens de Chicoutimi (LHJMQ)  |
| 120  | Edvin Frylen       | Suède              | Blues de Saint-Louis   | Vasteras IK (Elitserien)          |
| 121  | Serhiï Klimentiev  | Ukraine            | Sabres de Buffalo      | Tigers de Medicine Hat (LHOu)     |
| 122  | Jimmy Drolet       | Canada             | Canadiens de Montréal  | Lasers de Saint-Hyacinthe (LHJMQ) |
| 123  | Frank Appel        | Allemagne          | Flames de Calgary      | Duesseldorf EG (DEL)              |
| 124  | Marty Turco        | Canada             | Stars de Dallas        | Cambridge H.S. (Mass.)            |
| 125  | Darren Wright      | Canada             | Bruins de Boston       | Raiders de Prince Albert (WHL)    |
| 126  | Mark Deyell        | Canada             | Maple Leafs de Toronto | Blades de Saskatoon (WHL)         |
| 127  | Doug Battaglia     | Canada             | Red Wings de Détroit   | Braves de Brockville (CJHL)       |
| 128  | Clint Johnson      | États-Unis         | Penguins de Pittsburgh | Duluth East HS (Minn.)            |
| 129  | Christian Gosselin | Canada             | Devils du New Jersey   | Lasers de Saint-Hyacinthe (LHJMQ) |
| 130  | Martin Éthier      | Canada             | Rangers de New York    | Harfangs de Beauport (LHJMQ)      |

### 6etour
| Rang | Joueur                | Nationalité | Équipe LNH             | Repêché de                           |
| ---- | --------------------- | ----------- | ---------------------- | ------------------------------------ |
| 131  | Mike Gaffney          | États-Unis  | Sénateurs d'Ottawa     | St. John's H.S. (Mass.)              |
| 132  | Bates (Jon) Battaglia | États-Unis  | Mighty Ducks d'Anaheim | Canadians de Caledon (OHA-B)         |
| 133  | Daniel Alfredsson     | Suède       | Sénateurs d'Ottawa     | Vastra Frölunda HC (Elitserien)      |
| 134  | Ryan Smart            | États-Unis  | Devils du New Jersey   | Meadville H.S. (Penn.)               |
| 135  | Iouri Litvinov        | Russie      | Rangers de New York    | Krylia Sovetov (Superliga)           |
| 136  | Terry Marchant        | États-Unis  | Oilers d'Edmonton      | Scenics de Niagara (NAJHL)           |
| 137  | Daniel Juden          | États-Unis  | Lightning de Tampa Bay | Académie Governor Dummer (Mass.)     |
| 138  | Bryce Salvador        | Canada      | Lightning de Tampa Bay | Hurricanes de Lethbridge (WHL)       |
| 139  | Nicholas Windsor      | Canada      | Nordiques de Québec    | Colts de Cornwall (COJHL)            |
| 140  | Aleksandr Selivanov   | Russie      | Flyers de Philadelphie | HC Spartak Moscou (Superliga)        |
| 141  | Aleksandr Koroliouk   | Russie      | Sharks de San José     | Krylia Sovetov (Superliga)           |
| 142  | Jason Stewart         | États-Unis  | Islanders de New York  | Simley H.S. (Mass.)                  |
| 143  | Steve Vézina          | Canada      | Jets de Winnipeg       | Harfangs de Beauport (LHJMQ)         |
| 144  | Jim Ensom             | Canada      | Blackhawks de Chicago  | Centennials de North Bay (OHL)       |
| 145  | Dmitri Mekechkine     | Russie      | Capitals de Washington | Avangard Omsk (Superliga)            |
| 146  | Chris Kibermanis      | Canada      | Jets de Winnipeg       | Rebels de Red Deer (WHL)             |
| 147  | Cal Benazic           | Canada      | Sabres de Buffalo      | Tigers de Medicine Hat (WHL)         |
| 148  | Joel Irving           | Canada      | Canadiens de Montréal  | Pat Canadians de Regina (Midget AAA) |
| 149  | Patrik Haltia         | Suède       | Flames de Calgary      | Färjestads BK Karlstad (Elitserien)  |
| 150  | Ievgueni Petrochinine | Russie      | Stars de Dallas        | HC Spartak Moscou (Superliga)        |
| 151  | André Roy             | États-Unis  | Bruins de Boston       | Saguenéens de Chicoutimi (LHJMQ)     |
| 152  | Kam White             | Canada      | Maple Leafs de Toronto | Royals de Newmarket (OHL)            |
| 153  | Pavel Agarkov         | Russie      | Red Wings de Détroit   | Krylia Sovetov (Superliga)           |
| 154  | Valentin Morozov      | Russie      | Penguins de Pittsburgh | HK CSKA Moscou (Superliga)           |
| 155  | Luciano Caravaggio    | Canada      | Devils du New Jersey   | Huskies de Michigan Tech (NCAA)      |
| 156  | David Brosseau        | Canada      | Rangers de New York    | Cataractes de Shawinigan (LHJMQ)     |

### 7etour
| Rang | Joueur               | Nationalité        | Équipe LNH             | Repêché de                          |
| ---- | -------------------- | ------------------ | ---------------------- | ----------------------------------- |
| 157  | Matt O'Dette         | Canada             | Panthers de la Floride | Rangers de Kitchener (OHL)          |
| 158  | Mark (Rocky) Welsing | États-Unis         | Mighty Ducks d'Anaheim | Capitols du Wisconsin (USHL)        |
| 159  | Doug Sproule         | États-Unis         | Sénateurs d'Ottawa     | Académie Hotchkiss (Conn.)          |
| 160  | Curtis Sheptak       | Canada             | Oilers d'Edmonton      | Grizzlys de Olds (AJHL)             |
| 161  | Serge Aubin          | Canada             | Penguins de Pittsburgh | Bisons de Granby (LHJMQ)            |
| 162  | Dimitrius Sulba      | Russie             | Oilers d'Edmonton      | Tivali Minsk (Superliga)            |
| 163  | Luc Gagné            | Canada             | Kings de Los Angeles   | Wolves de Sudbury (OHL)             |
| 164  | Chris Maillet        | Canada             | Lightning de Tampa Bay | Rebels de Red Deer (WHL)            |
| 165  | Calvin Elfring       | Canada             | Nordiques de Québec    | Paper Kings de Powell River (BCJHL) |
| 166  | Colin Forbes         | Canada             | Flyers de Philadelphie | Sherwood Park (AJHL)                |
| 167  | Sergei Gorbachev     | Russie             | Sharks de San José     | Dynamo Moscou (Superliga)           |
| 168  | Steve Plouffe        | Canada             | Sabres de Buffalo      | Bisons de Granby (LHJMQ)            |
| 169  | Yuri Kuznetsov       | Russie             | Canucks de Vancouver   | Omsk Avangard (Superliga)           |
| 170  | Tyler Prosofsky      | Canada             | Blackhawks de Chicago  | Rockets de Tacoma (WHL)             |
| 171  | Dan Reja             | Canada             | Capitals de Washington | Knights de London (OHL)             |
| 172  | Roman Vopat          | République tchèque | Blues de Saint-Louis   | HC Chemopetrol Litvínov (Extraliga) |
| 173  | Shane Hnidy          | Canada             | Sabres de Buffalo      | Raiders de Prince Albert (WHL)      |
| 174  | Jesse Rezansoff      | Canada             | Canadiens de Montréal  | Pats de Regina (WHL)                |
| 175  | Ladislav Kohn        | République tchèque | Flames de Calgary      | Broncos de Swift Current (WHL)      |
| 176  | Steve Webb           | Canada             | Sabres de Buffalo      | Petes de Peterborough (OHL)         |
| 177  | Jeremy Schaefer      | Canada             | Bruins de Boston       | Tigers de Medicine Hat (WHL)        |
| 178  | Tommi Rajamaki       | Finlande           | Maple Leafs de Toronto | Assät Jr. (Finland)                 |
| 179  | Chris Wickenheiser   | Canada             | Oilers d'Edmonton      | Rebels de Red Deer (WHL)            |
| 180  | Drew Palmer          | États-Unis         | Penguins de Pittsburgh | Thunderbirds de Seattle (WHL)       |
| 181  | Jeff Williams        | Canada             | Devils du New Jersey   | Storm de Guelph (OHL)               |
| 182  | Alexander Lazarenko  | Ukraine            | Rangers de New York    | CSKA Moscou (Superliga)             |

### 8etour
| Rang | Joueur            | Nationalité | Équipe LNH             | Repêché de                               |
| ---- | ----------------- | ----------- | ---------------------- | ---------------------------------------- |
| 183  | Jason Boudrias    | Canada      | Panthers de la Floride | Titan de Laval (LHJMQ)                   |
| 184  | Brad Englehart    | États-Unis  | Mighty Ducks d'Anaheim | Kimball Union H.S. (N.Y.)                |
| 185  | Rob Guinn         | Canada      | Oilers d'Edmonton      | Royals de Newmarket (OHL)                |
| 186  | Ramil Saifullin   | Russie      | Jets de Winnipeg       | Omsk Avangard (Superliga)                |
| 187  | Tom Buckley       | États-Unis  | Whalers de Hartford    | St. Joseph's H.S. (N.Y.)                 |
| 188  | Jason Reid        | Canada      | Oilers d'Edmonton      | Collège St. Andrew's (Ontario)           |
| 189  | Andrew Dale       | Canada      | Kings de Los Angeles   | Wolves de Sudbury (OHL)                  |
| 190  | Alexei Baranov    | Russie      | Lightning de Tampa Bay | Dynamo Moscou (Superliga)                |
| 191  | Jay Bertsch       | Canada      | Nordiques de Québec    | Chiefs de Spokane (WHL)                  |
| 192  | Derek Diener      | Canada      | Flyers de Philadelphie | Hurricanes de Lethbridge (WHL)           |
| 193  | Eric Landry       | Canada      | Sharks de San José     | Storm de Guelph (OHL)                    |
| 194  | Mike Loach        | Canada      | Islanders de New York  | Spitfires de Windsor (OHL)               |
| 195  | Rob Trumbley      | Canada      | Canucks de Vancouver   | Warriors de Moose Jaw (WHL)              |
| 196  | Mike Josephson    | Canada      | Blackhawks de Chicago  | Blazers de Kamloops (WHL)                |
| 197  | Chris Patrick     | États-Unis  | Capitals de Washington | Kent H.S. (Conn.)                        |
| 198  | Steve Noble       | Canada      | Blues de Saint-Louis   | Cullitons de Stratford (MOJHL)           |
| 199  | Bob Westerby      | Canada      | Sabres de Buffalo      | Blazers de Kamloops (WHL)                |
| 200  | Peter Strom       | Suède       | Canadiens de Montréal  | Vastra Frolunda HC Goteborg (Elitserien) |
| 201  | Keith McCambridge | Canada      | Flames de Calgary      | Broncos de Swift Current (WHL)           |
| 202  | Raymond Giroux    | Canada      | Flyers de Philadelphie | Powasson (NOHA)                          |
| 203  | Peter Hogardh     | Suède       | Islanders de New York  | Vastra Frolunda HC Goteborg (Elitserien) |
| 204  | Rob Butler        | Canada      | Maple Leafs de Toronto | Niagara (GHJHL)                          |
| 205  | Jason Elliott     | Canada      | Red Wings de Détroit   | Kimberley (RMJHL)                        |
| 206  | Boris Zelenko     | Kazakhstan  | Penguins de Pittsburgh | CSKA Moscou (Superliga)                  |
| 207  | Éric Bertrand     | Canada      | Devils du New Jersey   | Bisons de Granby (LHJMQ)                 |
| 208  | Craig Anderson    | États-Unis  | Rangers de New York    | Park Center H.S. (Minn.)                 |

### 9etour
| Rang | Joueur           | Nationalité        | Équipe LNH             | Repêché de                           |
| ---- | ---------------- | ------------------ | ---------------------- | ------------------------------------ |
| 209  | Vitali Ieremeïev | Russie             | Rangers de New York    | Ust-Kamenogorsk (Superliga)          |
| 210  | Frédéric Cassivi | Canada             | Sénateurs d'Ottawa     | Lasers de Saint-Hyacinthe (LHJMQ)    |
| 211  | Danny Dupont     | Canada             | Sénateurs d'Ottawa     | Titan de Laval (LHJMQ)               |
| 212  | Henrik Smangs    | Suède              | Jets de Winnipeg       | Leksands IF (Elitserien)             |
| 213  | Ashlin Halfnight | Royaume-Uni        | Whalers de Hartford    | Crimson d'Harvard (NCAA)             |
| 214  | Jeremy Jablonski | Canada             | Oilers d'Edmonton      | Cougars de Victoria (WHL)            |
| 215  | Jan Nemecek      | République tchèque | Kings de Los Angeles   | Ceske Budejovice HC (Extraliga)      |
| 216  | Yuri Smirnov     | Russie             | Lightning de Tampa Bay | HC Spartak Moscou (Superliga)        |
| 217  | Timothy Thomas   | États-Unis         | Nordiques de Québec    | Catamounts du Vermont (NCAA)         |
| 218  | Johan Hedberg    | Suède              | Flyers de Philadelphie | Leksands IF (Elitserien)             |
| 219  | Evgeni Nabokov   | Russie             | Sharks de San José     | Ust-Kamenogorsk (Superliga)          |
| 220  | Gord Walsh       | Canada             | Islanders de New York  | Frontenacs de Kingston (OHL)         |
| 221  | Bill Muckalt     | Canada             | Canucks de Vancouver   | Spartans de Kelowna (BCJHL)          |
| 222  | Lubomir Jandera  | Russie             | Blackhawks de Chicago  | HC Chemopetrol Litvínov (Extraliga)  |
| 223  | John Tuohy       | États-Unis         | Capitals de Washington | Kent H.S. (Conn.)                    |
| 224  | Marc Stephan     | Canada             | Blues de Saint-Louis   | Americans de Tri-City (WHL)          |
| 225  | Craig Millar     | Canada             | Sabres de Buffalo      | Broncos de Swift Current (WHL)       |
| 226  | Tomáš Vokoun     | République tchèque | Canadiens de Montréal  | Poldi Kladno (Extraliga)             |
| 227  | Jörgen Jönsson   | Suède              | Flames de Calgary      | Rögle (Elitserien)                   |
| 228  | Marty Flichel    | Canada             | Stars de Dallas        | Rockets de Tacoma (WHL)              |
| 229  | John Grahame     | États-Unis         | Bruins de Boston       | Musketeers de Sioux City (USHL)      |
| 230  | Matthew Ball     | Canada             | Whalers de Hartford    | Red Wings Junior de Détroit (OHL)    |
| 231  | Jeff Mikesch     | États-Unis         | Red Wings de Détroit   | Huskies de Michigan Tech (NCAA)      |
| 232  | Jason Godbout    | États-Unis         | Penguins de Pittsburgh | Hill Murray H.S. (Minn.)             |
| 233  | Steve Sullivan   | Canada             | Devils du New Jersey   | Greyhounds de Sault Ste. Marie (OHL) |
| 234  | Eric Boulton     | Canada             | Rangers de New York    | Generals d'Oshawa (OHL)              |

### 10etour
| Rang | Joueur              | Nationalité        | Équipe LNH             | Repêché de                           |
| ---- | ------------------- | ------------------ | ---------------------- | ------------------------------------ |
| 235  | Tero Lehterä        | Finlande           | Panthers de la Floride | Kiekko-Espoo (SM-liiga)              |
| 236  | Tommi Miettinen     | Finlande           | Mighty Ducks d'Anaheim | KalPa Kuopio (SM-liiga)              |
| 237  | Stephen MacKinnon   | États-Unis         | Sénateurs d'Ottawa     | Académie Cushing (Mass)              |
| 238  | Mike Mader          | États-Unis         | Jets de Winnipeg       | Loomis-Chafee H.S. (Mass.)           |
| 239  | Brian Regan         | États-Unis         | Whalers de Hartford    | Westminster H.S. (Conn.)             |
| 240  | Tomas Pisa          | République tchèque | Sharks de San José     | Pardubice HC (Extraliga)             |
| 241  | Sergueï Chalamaï    | Russie             | Kings de Los Angeles   | HC Spartak Moscou (Superliga)        |
| 242  | Shawn Gervais       | Canada             | Lightning de Tampa Bay | Thunderbirds de Seattle (WHL)        |
| 243  | Chris Pittman       | Canada             | Nordiques de Québec    | Rangers de Kitchener (OHL)           |
| 244  | Andre Payette       | Canada             | Flyers de Philadelphie | Greyhounds de Sault Ste. Marie (OHL) |
| 245  | Aniket Dhadphale    | États-Unis         | Sharks de San José     | Équipe midget de Marquette           |
| 246  | Kirk DeWaele        | Canada             | Islanders de New York  | Hurricanes de Lethbridge (WHL)       |
| 247  | Tyson Nash          | Canada             | Canucks de Vancouver   | Blazers de Kamloops (WHL)            |
| 248  | Lars Weibel         | Suisse             | Blackhawks de Chicago  | HC Lugano (LNA)                      |
| 249  | Richard Zedník      | Slovaquie          | Capitals de Washington | Bystrica (Slovakia)                  |
| 250  | Kevin Harper        | Canada             | Blues de Saint-Louis   | Raiders de Wexford (MetJHL)          |
| 251  | Mark Polak          | Canada             | Sabres de Buffalo      | Tigers de Medicine Hat (WHL)         |
| 252  | Chris Aldous        | États-Unis         | Canadiens de Montréal  | Northwood Prep (N.Y.)                |
| 253  | Mike Peluso         | États-Unis         | Flames de Calgary      | Lancers d'Omaha (USHL)               |
| 254  | Jimmy Roy           | Canada             | Stars de Dallas        | Flyers de Thunder Bay (USHL)         |
| 255  | Neil Savary         | Canada             | Bruins de Boston       | Olympiques de Hull (LHJMQ)           |
| 256  | Sergueï Berezine    | Russie             | Maple Leafs de Toronto | Khimik Voskressensk (Superliga)      |
| 257  | Tomas Holmström     | Suède              | Red Wings de Détroit   | Bodens HF (Elitserien)               |
| 258  | Mikhaïl Kazakevitch | Russie             | Penguins de Pittsburgh | Torpedo Iaroslavl (Superliga)        |
| 259  | Scott Swanjord      | États-Unis         | Devils du New Jersey   | Black Hawks de Waterloo (USHL)       |
| 260  | Radoslav Kropac     | Slovaquie          | Rangers de New York    | HC Slovan Bratislava (Slovakia)      |

### 11etour
| Rang | Joueur                     | Nationalité        | Équipe LNH             | Repêché de                            |
| ---- | -------------------------- | ------------------ | ---------------------- | ------------------------------------- |
| 261  | Per Gustafsson             | Suède              | Panthers de la Floride | HV 71 (Elitserien)                    |
| 262  | Jeremy Stevenson           | Canada             | Mighty Ducks d'Anaheim | Greyhounds de Sault Ste. Marie (OHL)  |
| 263  | Rob Mara                   | États-Unis         | Blackhawks de Chicago  | Belmont Hill H.S. (Mass.)             |
| 264  | Jason Issel                | Canada             | Jets de Winnipeg       | Raiders de Prince Albert (WHL)        |
| 265  | Steve Nimigon              | Canada             | Whalers de Hartford    | Otters d'Érié (OHL)                   |
| 266  | Ladislav Benýšek           | République tchèque | Oilers d'Edmonton      | HC Olomouc (Extraliga tch.)           |
| 267  | Jamie Butt                 | Canada             | Rangers de New York    | Rockets de Tacoma (WHL)               |
| 268  | Brian White                | États-Unis         | Lightning de Tampa Bay | Arlington Catholic H.S. (Mass.)       |
| 269  | Mike Hanson                | États-Unis         | Devils du New Jersey   | Minot HS (N.D.)                       |
| 270  | Jan Lipiansky              | République tchèque | Flyers de Philadelphie | HC Slovan Bratislava (Extraliga slo.) |
| 271  | David-Alexandre Beauregard | Canada             | Sharks de San José     | Laser de Saint-Hyacinthe (LHJMQ)      |
| 272  | Dick Tärnström             | Suède              | Islanders de New York  | AIK Solna (Elitserien)                |
| 273  | Robert Longpré             | Canada             | Canucks de Vancouver   | Tigers de Medicine Hat (WHL)          |
| 274  | Antti Tormanen             | Finlande           | Sénateurs d'Ottawa     | Jokerit Helsinki (SM-liiga)           |
| 275  | Sergueï Tertychni          | Russie             | Capitals de Washington | Traktor Tcheliabinsk (Superliga)      |
| 276  | Scott Fankhouser           | États-Unis         | Blues de Saint-Louis   | Loomis-Chafee H.S. (Mass.)            |
| 277  | Shayne Wright              | Canada             | Sabres de Buffalo      | Attack d'Owen Sound (OHL)             |
| 278  | Ross Parsons               | Canada             | Canadiens de Montréal  | Pats de Regina (WHL)                  |
| 279  | Pavel Torgaïev             | Russie             | Flames de Calgary      | TPS Turku (SM-liiga)                  |
| 280  | Chris Szysky               | Canada             | Stars de Dallas        | Broncos de Swift Current (WHL)        |
| 281  | Andreï Iakhanov            | Russie             | Bruins de Boston       | Salavat Youlaev Oufa (Superliga)      |
| 282  | Doug Nolan                 | États-Unis         | Maple Leafs de Toronto | Catholic Memorial H.S. (Mass.)        |
| 283  | Toivo Suursoo              | Estonie            | Red Wings de Détroit   | Krylia Sovetov (Superliga)            |
| 284  | Brian Leitza               | États-Unis         | Penguins de Pittsburgh | Musketeers de Sioux City (USHL)       |
| 285  | Steven Low                 | Canada             | Nordiques de Québec    | Faucons de Sherbrooke (LHJMQ)         |
| 286  | Kim Johnsson               | Suède              | Rangers de New York    | Malmö IF (Elitserien)                 |

## Repêchage supplémentaire
| Rang | Joueur            | Nationalité | Équipe LNH             | Repêché de                           |
| ---- | ----------------- | ----------- | ---------------------- | ------------------------------------ |
| 1    | Sean McCann       | Canada      | Panthers de la Floride | Crimson d'Harvard (NCAA)             |
| 2    | Steve Rucchin     | Canada      | Mighty Ducks d'Anaheim | Université de Western Ontario (CIAU) |
| 3    | Steve Guolla      | Canada      | Sénateurs d'Ottawa     | Wolverines du Michigan (NCAA)        |
| 4    | Randy Stevens     | États-Unis  | Jets de Winnipeg       | Huskies de Michigan Tech (NCAA)      |
| 5    | Steve Martins     | Canada      | Whalers de Hartford    | Crimson d'Harvard (NCAA)             |
| 6    | Chad Dameworth    | États-Unis  | Oilers d'Edmonton      | Wildcats de Northern Michigan (NCAA) |
| 7    | Quinn Fair        | Canada      | Kings de Los Angeles   | Kent State (NCAA)                    |
| 8    | François Bouchard | Canada      | Lightning de Tampa Bay | Huskies de Northeastern (NCAA)       |
| 9    | Reid Simonton     | Canada      | Nordiques de Québec    | Collège Union (NCAA)                 |
| 10   | Kirk Nielsen      | États-Unis  | Flyers de Philadelphie | Crimson d'Harvard (NCAA)             |